# Anaglifo

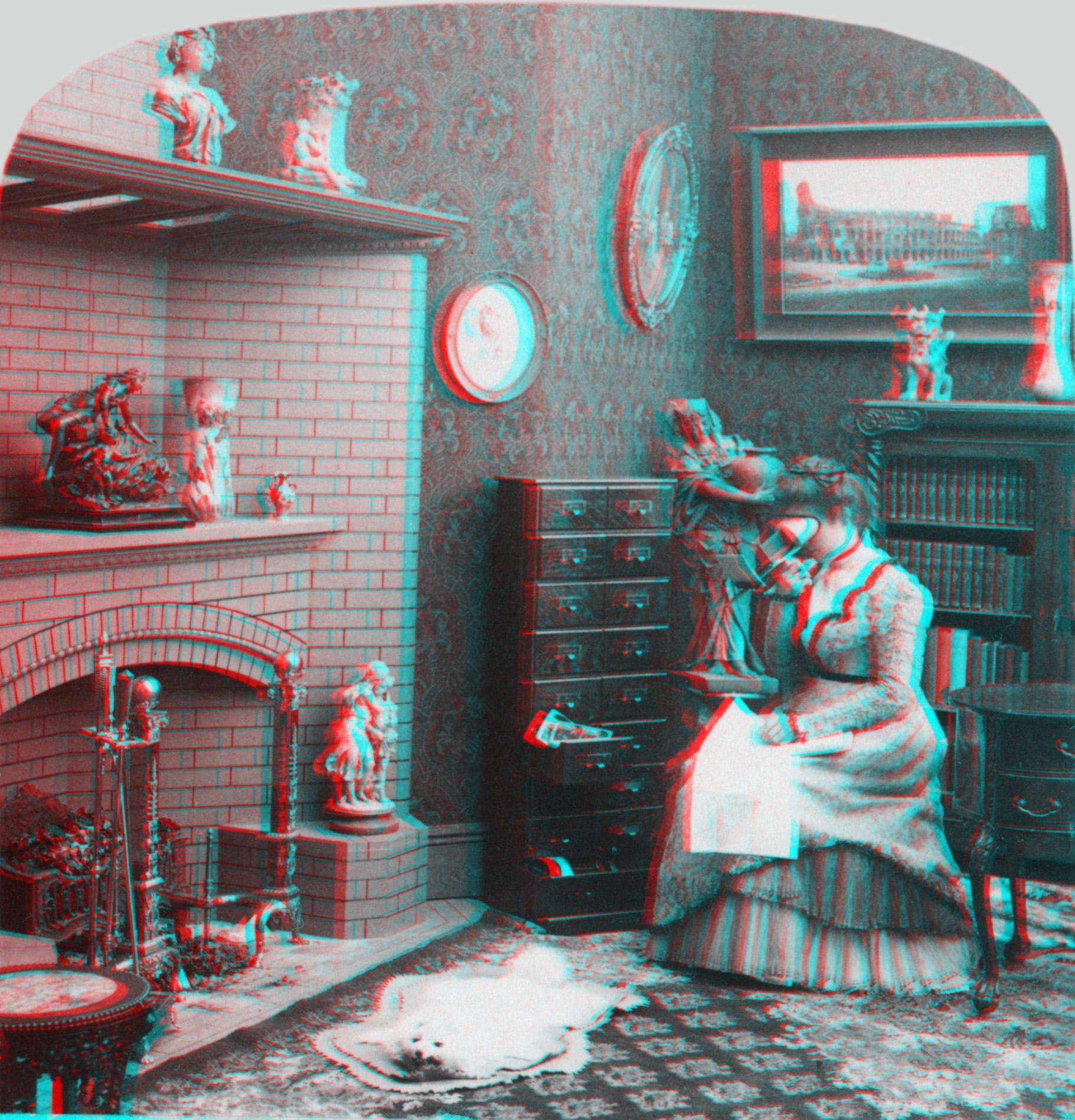
Stereogramma in bianco e nero trasformato in anaglifo per occhiali dotati di lenti rosso-ciano

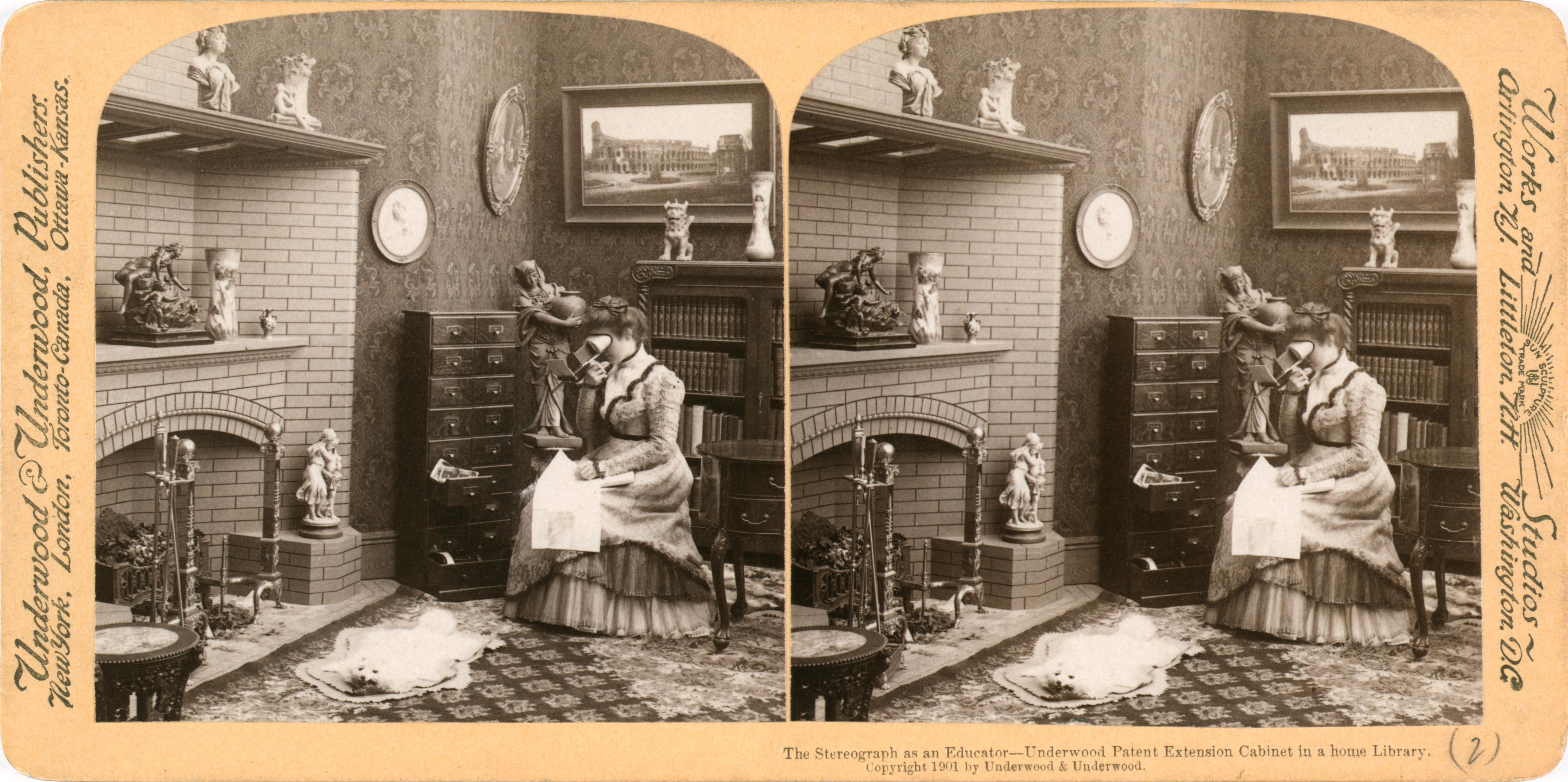
Immagine stereoscopica ottocentesca utilizzata come fonte per la realizzazione dell'anaglifo

Un anàglifo (dal greco ἀνάγλυϕος, anaglyfos, "cesellato") è un'immagine stereoscopica, o stereogramma, che, se osservata mediante appositi occhiali dotati di due filtri di colore complementare l'uno rispetto all'altro, fornisce una illusione di tridimensionalità.
L'anaglifo è tornato recentemente in voga grazie al suo utilizzo per la presentazione di immagini stereoscopiche in Internet, in DVD, Blu-ray, CD e nella stampa. Lo standard corrente dei colori per le lenti dell'anaglifo sono il rosso, per il canale sinistro, e il ciano, per il destro. Il materiale utilizzato per i filtri è una gelatina monocromatica, etichettata rosso e blu per convenienza e costo. L'utilizzo del filtro ciano permette la visione di immagini colorate, con una buona resa anche delle tonalità della pelle.

## Storia

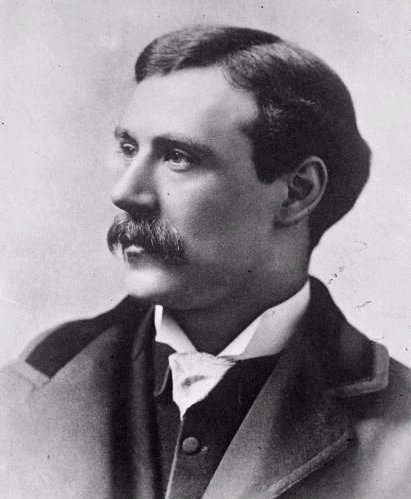
William Friese-Greene, creatore del primo filmato anaglifico

Il primo sistema per produrre immagini anaglifiche viene sviluppato nel 1853 dal tedesco Wilhelm Rollmann, a Lipsia, che utilizzò occhiali con un filtraggio rosso-blu per visualizzare dei disegni 3-D.
Nel 1858 Joseph D'Almeida applica il sistema alla proiezione di vetri per lanterna magica, utilizzando un filtraggio rosso-verde.
Nel 1891 Louis Ducos du Hauron produce le prime immagini stampate partendo dai negativi di due immagini stereoscopiche parallele e stampandoli entrambi sul medesimo supporto, uno in rosso, l'altro in blu o verde.
Il primo filmato anaglifico viene creato invece nel 1889 da William Friese-Greene, che lo proietta al pubblico nel 1893.
Negli anni venti l'anaglifo viene impiegato per presentare alcuni film: il primo film proiettato ad un pubblico pagante è del 1922, si tratta di The Power of Love, pellicola attualmente considerata perduta.
Nel 1953, in piena mania del 3-D (nello stesso periodo al cinema la cosiddetta "età d'oro" era in pieno boom) appaiono immagini anaglifiche in quotidiani, riviste e fumetti.
In anni più recenti si assiste ad un considerevole revival dell'anaglifo, utilizzato soprattutto per la rappresentazione di immagini digitali statiche (fotografie o immagini generate al computer) diffuse attraverso Internet.

## Principio di funzionamento
La visione della natura nella sua tridimensionalità è ottenuta attraverso due immagini parallele riprese da punti di vista scostati orizzontalmente di pochi centimetri l'una dall'altra (tra i 5,5 e i 7,5 nell'occhio umano). Per poter ottenere una immagine stereoscopica che fornisca una illusione di tridimensionalità è perciò necessario riprendere un soggetto con due fotocamere, cineprese o videocamere parallele che restituiscano una doppia immagine del medesimo soggetto alla medesima distanza degli occhi umani.
Osservare le due immagini parallele a occhio nudo, così da ricostruire una immagine tridimensionale, non è però cosa agevole. Nel 1832 lo scienziato Charles Wheatstone inventa perciò, allo scopo di dimostrare le sue teorie sulla visione binoculare, lo stereoscopio a specchi. Lo stereoscopio viene successivamente migliorato da David Brewster che sostituisce le lenti agli specchi. In entrambi i casi, lenti e specchi hanno lo scopo di permettere a ciascun occhio di osservare solamente quella immagine, delle due che compongono lo stereogramma, ad esso destinata.
Il medesimo principio di funzionamento dello stereogramma parallelo sta alla base anche dell'anaglifo, le due immagini parallele sono però riprodotte una sull'altra. La discriminazione delle due immagini destinate separatamente ai due occhi, avvengono però attraverso un filtraggio cromatico: le due immagini vengono filtrate attraverso due gelatine di colore complementare (rosso/verde, blu/giallo o, più comunemente, rosso/ciano) e sovrimpresse sul medesimo supporto, stampa fotografica o pellicola positiva.
Per poter osservare le due immagini separatamente, viene successivamente richiesto l'uso di appositi occhiali filtrati con i medesimi colori della stampa: l'occhio che vede attraverso il filtro rosso vedrà le parti rosse dell'immagine come "chiare/bianche" e le componenti ciano (blu e verdi) come "scure/nere". Allo stesso modo l'occhio che vede attraverso il filtro ciano scarterà le componenti rosse, vedendo solamente quelle ciano (verde+blu). Le parti bianche, nere o grigie (prive di crominanza), verranno percepite sia dall'occhio destro che dal sinistro.
Il cervello unisce le due immagini e interpreta le differenze visive come il risultato della differente distanza tra i soggetti in primo piano, in secondo piano e sullo sfondo. Questo permette di creare una immagine stereoscopica, senza il bisogno di ausili quali un visore stereoscopico, per permettere a ciascun occhio di vedere l'immagine che gli compete.

## Creazione dell'anaglifo

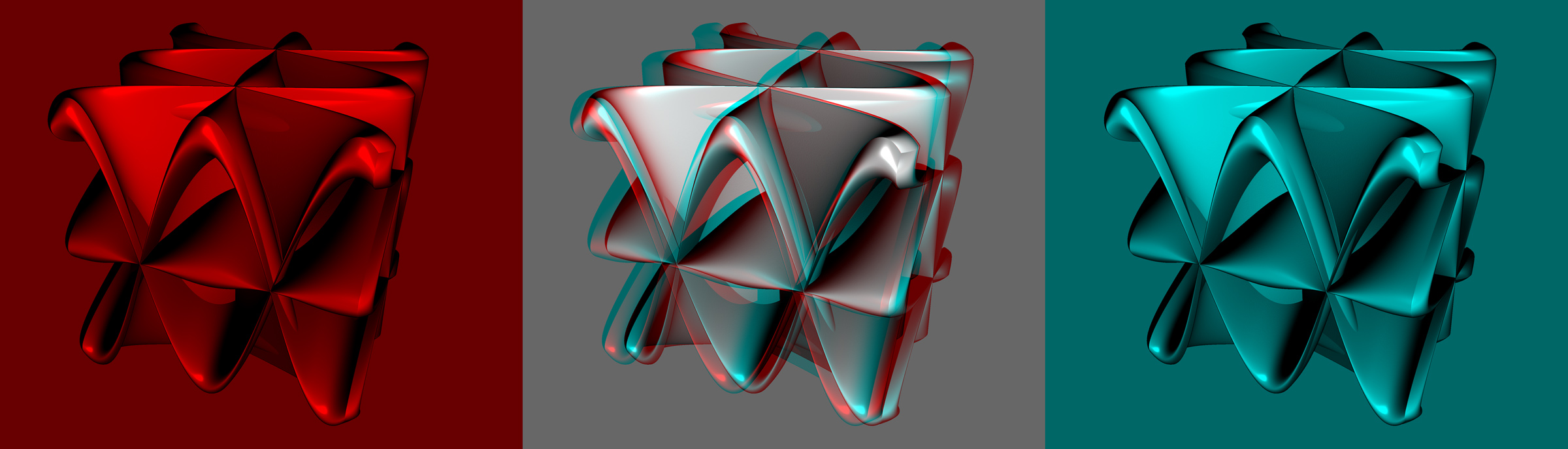
Partendo da due immagini stereoscopiche, filtrate rosso e ciano, si ottiene, sovrapponendole, un'unica immagine anaglifica

Nel metodo classico per creare un'immagine anaglifica, utilizzando dei filtri fotografici in fase di stampa fotografica o di proiezione , due immagini parallele riprese alla distanza degli occhi umani, vengono proiettate simultaneamente o stampate assieme, una filtrata attraverso un filtro rosso, l'altra filtrata attraverso un filtro complementare, quale può essere blu, verde o ciano. Attualmente è possibile simulare il filtraggio fotografico utilizzando appositi software partendo da una coppia di immagini stereoscopiche a colori o in bianco e nero.
Fin dagli anni settanta Stephen Gibson offre il suo sistema brevettato Deep Vision, utilizzando un filtro ciano al posto del precedente filtro verde, in coppia con il rosso. Questi filtri permettono di coprire l'intero spettro visibile e di vedere colori più naturali, tuttavia anche il miglior anaglifo è ben lontano dall'offrire una soddisfacente resa dei colori, quale la può offrire un altro sistema stereoscopico come lo stereoscopio moderno a diapositive, o le proiezioni a luce polarizzata o con occhiali a otturatori LCD. Il sistema Deep Vision utilizza il filtro rosso sull'occhio destro e il ciano sul sinistro, cosicché per aggirare il brevetto di Gibson qualche compagnia produce occhiali rosso-ciano con i colori invertiti.

### Creazione dell'anaglifo informatica
Alcuni popolari software di fotoritocco, come Adobe Photoshop o GIMP, forniscono gli strumenti base per creare un anaglifo. Le istruzioni su come creare gli anaglifi non sono tuttavia reperibili nella documentazione essenziale. Molti siti web offrono gratuitamente tali istruzioni. In alternativa sono reperibili altri programmi gratuiti o a basso costo dedicati espressamente alla creazione di anaglifi.
Con programmi di fotoritocco che lavorano su livelli, come i sopraccitati, l'immagine destinata all'occhio sinistro viene filtrata per rimuovere il blu e il verde, mentre l'immagine destinata all'occhio destro viene filtrata per rimuovere il rosso. Le due immagini possono inoltre essere messe a registro in fase di composizione.

## Visione

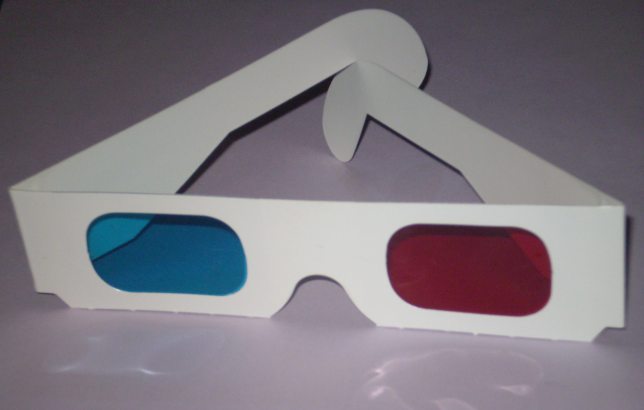
Occhialini per anaglifo in cartoncino, a basso costo e facilmente allegabili a riviste o libri

Per visualizzare un anaglifo è necessario indossare un paio di occhialini (normalmente con montatura in cartoncino) che montino un paio di filtri dello stesso colore di quelli utilizzati nel processo di creazione dell'immagine anaglifica. La lente rossa, posizionata in corrispondenza dell'occhio sinistro, permette di vedere la parte dell'immagine con filtraggio ad essa complementare, mentre la lente ciano (oppure blu o verde), permette di vedere la parte con filtraggio rosso.

### Occhiali correttivi per anaglifo
I normali occhialini di cartoncino con filtri di gelatina colorata non possono compensare la differenza di 250 nanometri nella lunghezza d'onda tra i due canali rosso e ciano. Con questi occhialini, infatti, l'immagine filtrata in rosso può risultare qualche volta sfocata, quando visualizzata sullo schermo del computer come stampata. La messa a fuoco del canale rosso sulla retina differisce dalla messa a fuoco sul canale ciano, che domina la messa a fuoco di entrambi gli occhi. Una migliore qualità di visione si può ottenere con occhiali correttivi con montatura di plastica che montano lenti in acrilico in grado di compensare la differenza di diottrie tra il canale rosso e il canale ciano, e la diffrazione della luce filtrata rossa. Occhiali da vista da lettura indossati assieme ad occhialini di cartoncino possono assolvere quasi la stessa funzione.
La correzione risulta essere solamente di circa mezza diottria sulla lente rossa. Tuttavia, alcune persone possono risultare infastidite dalla differenza di diottrie tra le lenti degli occhiali correttivi, poiché una delle due immagini risulta maggiormente ingrandita rispetto all'altra. Seppure accolti con entusiasmo da molti siti web sul 3-D, l'effetto della correzione delle diottrie risulta un po' controversa. Sono in particolare i miopi a trovarvi disagio. Un filtro correttore presenta un 400% di miglioramento della acuità visiva, inoltre presenta un notevole miglioramento del contrasto e della saturazione. L'American Amblyopia Foundation utilizza questi filtri nei suoi occhiali di plastica per lo screening scolastico della visione dei bambini, considerando la grande chiarezza come un significativo valore aggiuntivo.

### Lenti Anachrome

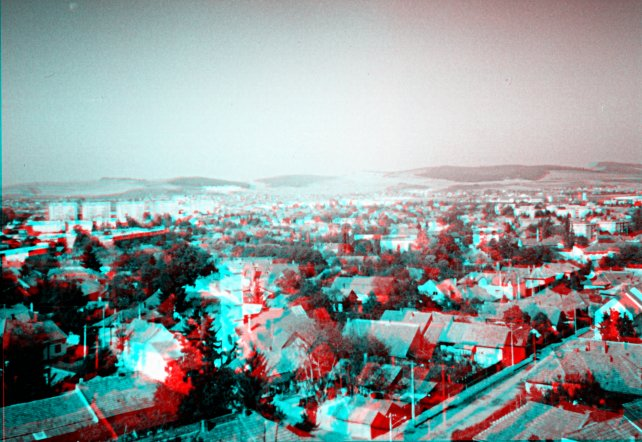
Anaglifo ottenuto da una immagine in bianco e nero

Gli occhiali di plastica sviluppati negli ultimi anni forniscono sia la correzione di diottrie, sia una modifica nel filtro ciano. La formula fornisce una intenzionale perdita minima di luce rossa (il 2%) con i filtri convenzionali. Ciò attribuisce l'effetto del bordo rosso ad oggetti e dettagli, come il rossetto sulle labbra e i vestiti rossi. Bisogna prestare una particolare cura, nella creazione delle immagini, a che le aree rosse siano perfettamente a registro, altrimenti si può verificare un effetto "fantasma". Le lenti con formula Anachrome funzionano bene con il bianco e nero, e possono fornire eccellenti risultati usando le lenti con immagini "anachrome friendly", cioè compatibili con il sistema.
Lo United States Geological Survey dispone di migliaia di immagini a colori compatibili con questo sistema, che riproducono immagini geologiche e panorami del National Park Service. Convenzionalmente le immagini per sistema Anachrome provvedono a correggere l'eccessiva separazione delle camere e il parallasse, riducendo così l'effetto "fantasma" che la larghezza di banda del colore produce nelle immagini.

## Vantaggi e svantaggi del sistema
- Vantaggi: l'anaglifo è il sistema più a basso costo per ricreare l'illusione della profondità nelle semplici immagini bidimensionali, sia cartacee che proiettate.
- Svantaggi: il principale difetto dell'anaglifo consiste nella scarsa fedeltà cromatica offerta, soprattutto in presenza di colori saturi. I migliori risultati sono infatti ottenibili con immagini in bianco e nero. Nel caso di filmati proiettati su uno schermo, il sistema a polarizzazione fissa lineare o circolare o il sistema shutter glasses, restituiscono la piena gamma cromatica.

## Applicazioni
L'anaglifo trova applicazione in:
- Fotografia: la prima applicazione dell'anaglifo è stata alla fotografia, per la creazione di stereogrammi osservabili attraverso gli appositi occhiali.
- Cinema: il primo formato cinematografico tridimensionale è stato quello dell'anaglifo, realizzato attraverso la doppia ripresa con due cineprese su due pellicole parallele, successivamente virate in rosso e verde e proiettate sullo stesso schermo sovrapposte. Successivamente, attraverso l'uso di pellicola a colori, i due canali destro e sinistro sono stati sovrimpressi sul medesimo negativo.
- Fumetti: a partire dagli anni cinquanta l'anaglifo ha trovato una grossa diffusione nei fumetti stereoscopici.
- Studio scientifico: immagini dimostrative per la scienza, l'architettura e il design, laddove sia utile la percezione della profondità, compresa la rappresentazione di progetti in scala e immagini microscopiche stereoscopiche.
  - Immagini provenienti da rover marziani o realizzate attraverso due veicoli orbitali per ottenere immagini 3-D del Sole, nell'ambito della missione STEREO della NASA.
  - Illustrazioni geologiche per lo United States Geological Survey.
  - Immagini stereoscopiche del cuore.
- Informatica: in informatica, senza l'uso di un sistema 3D dedicato (monitor a barriera di parallasse), l'anaglifo è il sistema stereoscopico più diffuso per la rappresentazione di oggetti in rilievo. Ciò trova applicazione in immagini statiche, film, videogiochi.
- Filatelia: l'emissione di francobolli delle Poste italiane del 29 dicembre 1956 dedicata all'ammissione dell'Italia all'ONU sfruttava l'anaglifo per dare una visione tridimensionale del globo terraqueo.

### Cinema

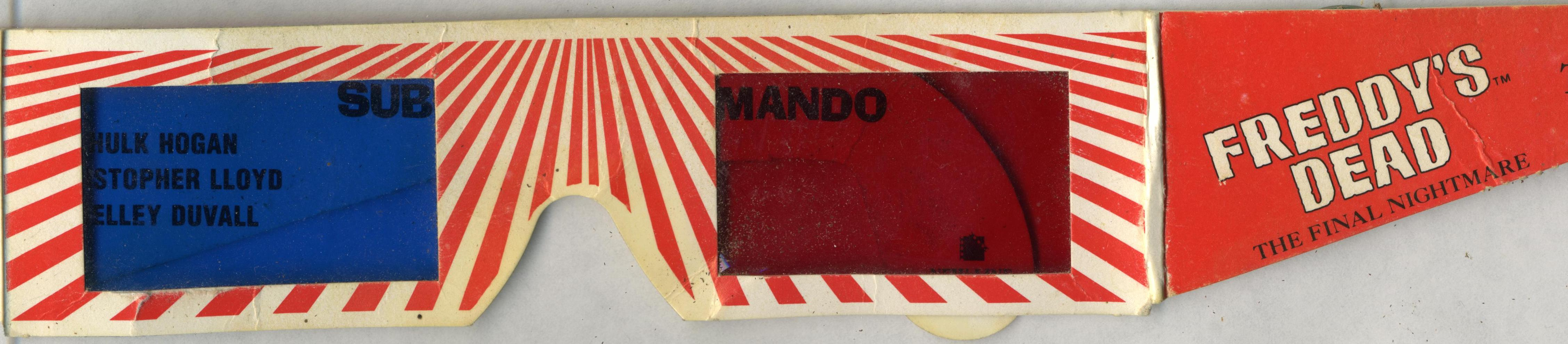
Occhiali anaglifici abbinati al film Nightmare VI: La fine

L'anaglifo è stato il primo sistema utilizzato per la proiezione di film tridimensionali. È stato utilizzato per la proiezione di The Power of Love, primo lungometraggio proiettato ad un pubblico pagante nel 1922 stampato su doppia pellicola filtrata in rosso-verde.
Già durante gli anni trenta, tuttavia, il sistema a luce polarizzata ha preso il sopravvento e a partire dalla cosiddetta "età d'oro" del cinema 3-D, fino ai giorni nostri, l'anaglifo è stato utilizzato in prevalenza per produzioni a basso costo e per l'industria del cinema pornografico. L'anaglifo è anche uno dei sistemi utilizzati per la visione domestica di film 3-D.
L'alta definizione del Blu-ray e la curva di apprendimento alla Disney, ha molto contribuito a migliorare l'anaglifo, specialmente in relazione alle immagini 3-D dei progetti di animazione. Molti film di animazione in 3-D Disney odierni risultano infatti maggiormente allineati rispetto alle più vecchie tecniche a luce polarizzata o anaglifo.
Ciononostante l'anaglifo trova scarsa diffusione domestica a causa della bassa qualità del colore e lo scarso rilievo ottenibile con questa tecnica. Sono infatti diffusi sistemi che garantiscono una migliore qualità della visione tridimensionale e una maggiore gamma cromatica. Soprattutto la tecnica shutter glasses con occhiali a oscuramento alternato LCD.

#### Sistemi
Sistemi che utilizzano la tecnica dell'anaglifo nel cinema, sono:
- Stereoscopic Lumière: sistema sviluppato dai fratelli Lumière e utilizzato nei loro cortometraggi stereoscopici.
- Fairhall-Elder: sistema sviluppato dal regista e produttore Harry K. Fairall e da Robert F. Elder, utilizzato per il primo lungometraggio stereoscopico della storia, proiettato ad un pubblico pagante, The Power of Love, del 1922, diretto da Nat G. Deverich e dallo stesso Fairall.[2]
- Stereokino: sistema russo anaglifico degli anni quaranta, utilizzato per la proiezione del primo film stereoscopico a colori, Robinzon Kruzo del 1946.[3]

### Fumetti
La tecnica dell'anaglifo è stata utilizzata per la produzione di fumetti 3-D, soprattutto durante i primi anni cinquanta, ottenendo l'effetto con disegni stampati nei due colori del sistema. Il materiale presentato in questo modo include tipiche graphic novel brevi di vario genere (guerra, horror, noir, ecc.), simili nel contenuto ad alcuni moderni manga giapponesi.
Questo genere di fumetti venne per la maggior parte eliminato negli Stati Uniti successivamente all'ascesa della Comics Code Authority, così gli anaglifi non erano utilizzabili con i fumetti superstiti, che puntavano su disegni a colori brillanti, inadatti per essere resi attraverso il sistema anaglifico del tempo, che utilizzava il filtraggio rosso-verde, anziché quello rosso-ciano.
In Italia, il primo fumetto 3D, intitolato "Cucciolo in 3D", supplemento alla serie a fumetti di "Cucciolo e Beppe", venne pubblicato nel 1953.
Nel medesimo anno, anche il settimanale Topolino (libretto), seguendo la moda del momento, propose ai suoi lettori l’artificio della tridimensionalità grazie alla tecnica dell’anaglifo; infatti, con il n. 75 del 25 settembre 1953, allegò dei classici occhialini 3D in cartone con lenti magenta e ciano, per poter osservare, come riportato sulla copertina, "sensazionali fotografie a 3 dimensioni".
Questa tecnica dell’anaglifo è tornata in auge negli anni duemilaventi sempre su Topolino che, sul n. 3522 uscito in edicola il 24 maggio 2023, un numero speciale caratterizzato da elementi tridimensionali in copertina, ha pubblicato la prima storia quasi interamente tridimensionale per questa rivista, la quale per l’occasione ha anche regalato in omaggio ai lettori gli occhialini 3D.

### Scienza e matematica

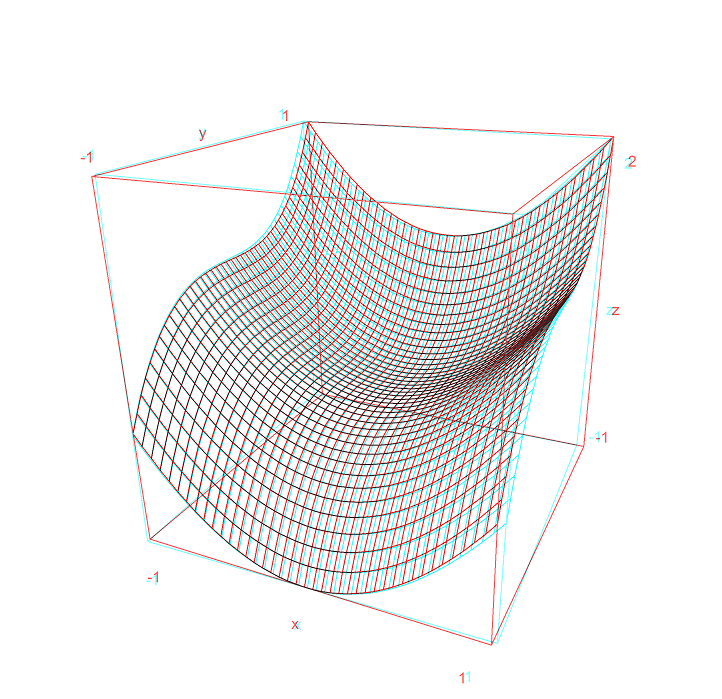
La funzione di due variabili z(x,y)=x^{2}+y^{3} con il valore della funzione rappresentato in alto

La rappresentazione tridimensionale viene utilizzata per la rappresentazione di svariati set di dati e per illustrare alcune funzioni matematiche.
Le immagini anaglifiche sono utili per rappresentare sia presentazioni cartacee che immagini statiche a video.
Le strutture chimiche, in particolare grandi sistemi, possono essere difficili da rappresentare in due dimensioni senza omettere alcune informazioni. Perciò molto software utilizzato da chimici può fornire in output immagini anaglifiche e molti libri di testo di chimica contengono immagini di questo tipo.

## Nei media
- Nel 1983 la band statunitense psychobilly The Cramps pubblica l'LP ...Off the Bone, la copertina dell'album presenta un disegno anaglifico.
- Nel 1991 la parte 3D di Nightmare 6 usava questa tecnica
- Nel 1994 Valeria Marini posa per una copertina tridimensionale della rivista Noi, costola di TV Sorrisi e Canzoni vendendo oltre 1 200 000 copie in una settimana.
- Nel 1999 l'album Grazie mille degli 883 contiene molte immagini anaglifiche, gli occhialini rosso-verdi ed una traccia ROM segreta con foto 3D di Max Pezzali, scattate da Franco Gengotti.
- Nel 2010 la copertina dell'album Stridulum II della cantante statunitense Zola Jesus presenta una fotografia stereoscopica anaglifica, osservabile con occhiali rosso-ciano.